# Замок Элтон Холл
Элтон Холл (англ. Elton Hall) — замок в деревне Элтон, графство Кембриджшир. C 1660 года являлся наследственным домом семьи Проби. Площадь поместья — 3800 акров (15 км2), и через него протекает река Нин. Комплекс замка включает в себя строения XV, XVII, XVIII и XIX веков.
Замок Элтон Холл находится в двух милях (3 км) от замка Фотерингей, где казнили Марию Стюарт в 1587 году.
Также на территории замка находятся викторианские сады, которые начали восстанавливать в последние годы. В саду можно увидеть красивые живые изгороди и готические оранжереи. Сады находятся в попечительстве компании Protect Rural England.

## Интерьер
В саду находится башня XV века и часовня, которые были построены во времена Генриха VII. В XVII веке новое крыло было добавлено к западной части замка.
Мраморный зал и парадная лестница внутри замка были разработаны архитектором Генри Эштоном и служат примером архитектурного стиля середины XVIII века. Столовая была пристроена в 1860 году, планировку которой также разрабатывал Эштон. В здании замка находятся большие витражные окна, точные копии окон, находившихся некогда в часовне, что стоит в саду. Замок имеет собственную библиотеку. Она содержит большое собрание книг из коллекции Томаса Проби.